# Gran Premi de Gran Bretanya del 2004
Resultats del Gran Premi de la Gran Bretanya de Fórmula 1 de la temporada 2004, disputat al circuit de Silverstone l'11 de juliol del 2004.

## Resultats
| Pos | No | Pilot                | Equip              | Voltes | Temps/ Retirada | Pos. de sortida | Punts |
| --- | -- | -------------------- | ------------------ | ------ | --------------- | --------------- | ----- |
| 1   | 1  | Michael Schumacher   | Ferrari            | 60     | 1h 24' 42. 700  | 4               | 10    |
| 2   | 6  | Kimi Räikkönen       | McLaren - Mercedes | 60     | + 2.130 s       | 1               | 8     |
| 3   | 2  | Rubens Barrichello   | Ferrari            | 60     | + 3.114 s       | 2               | 6     |
| 4   | 9  | Jenson Button        | BAR - Honda        | 60     | + 10.683 s      | 3               | 5     |
| 5   | 3  | Juan Pablo Montoya   | Williams - BMW     | 60     | + 12.173 s      | 7               | 4     |
| 6   | 11 | Giancarlo Fisichella | Sauber - Petronas  | 60     | + 12.888 s      | 20              | 3     |
| 7   | 5  | David Coulthard      | McLaren - Mercedes | 60     | + 19.668 s      | 6               | 2     |
| 8   | 14 | Mark Webber          | Jaguar - Cosworth  | 60     | + 23.701 s      | 9               | 1     |
| 9   | 12 | Felipe Massa         | Sauber - Petronas  | 60     | + 24.023 s      | 10              |       |
| 10  | 8  | Fernando Alonso      | Renault            | 60     | + 24.835 s      | 16              |       |
| 11  | 10 | Takuma Sato          | BAR - Honda        | 60     | + 33.736 s      | 8               |       |
| 12  | 4  | Marc Gené            | Williams - BMW     | 60     | + 34.303 s      | 11              |       |
| 13  | 16 | Cristiano da Matta   | Toyota             | 59     | + 1 Volta       | 12              |       |
| 14  | 15 | Christian Klien      | Jaguar - Cosworth  | 59     | + 1 Volta       | 13              |       |
| 15  | 18 | Nick Heidfeld        | Jordan - Ford      | 59     | + 1 Volta       | 15              |       |
| 16  | 20 | Gianmaria Bruni      | Minardi - Cosworth | 56     | + 4 Voltes      | 18              |       |
| Ret | 19 | Giorgio Pantano      | Jordan - Ford      | 47     | Accident        | 14              |       |
| Ret | 7  | Jarno Trulli         | Renault            | 39     | Accident        | 5               |       |
| Ret | 21 | Zsolt Baumgartner    | Minardi - Cosworth | 29     | Motor           | 19              |       |
| Ret | 17 | Olivier Panis        | Toyota             | 16     | Accident        | 17              |       |

## Altres
- Pole: Kimi Räikkönen 1' 18. 233
- Volta ràpida: Michael Schumacher 1' 18. 739 (a la volta 14)